# Johann Tobias Beck

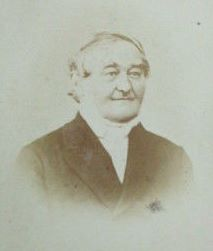
Johann Tobias Beck an seinem 69. Geburtstag am 22. Februar 1872

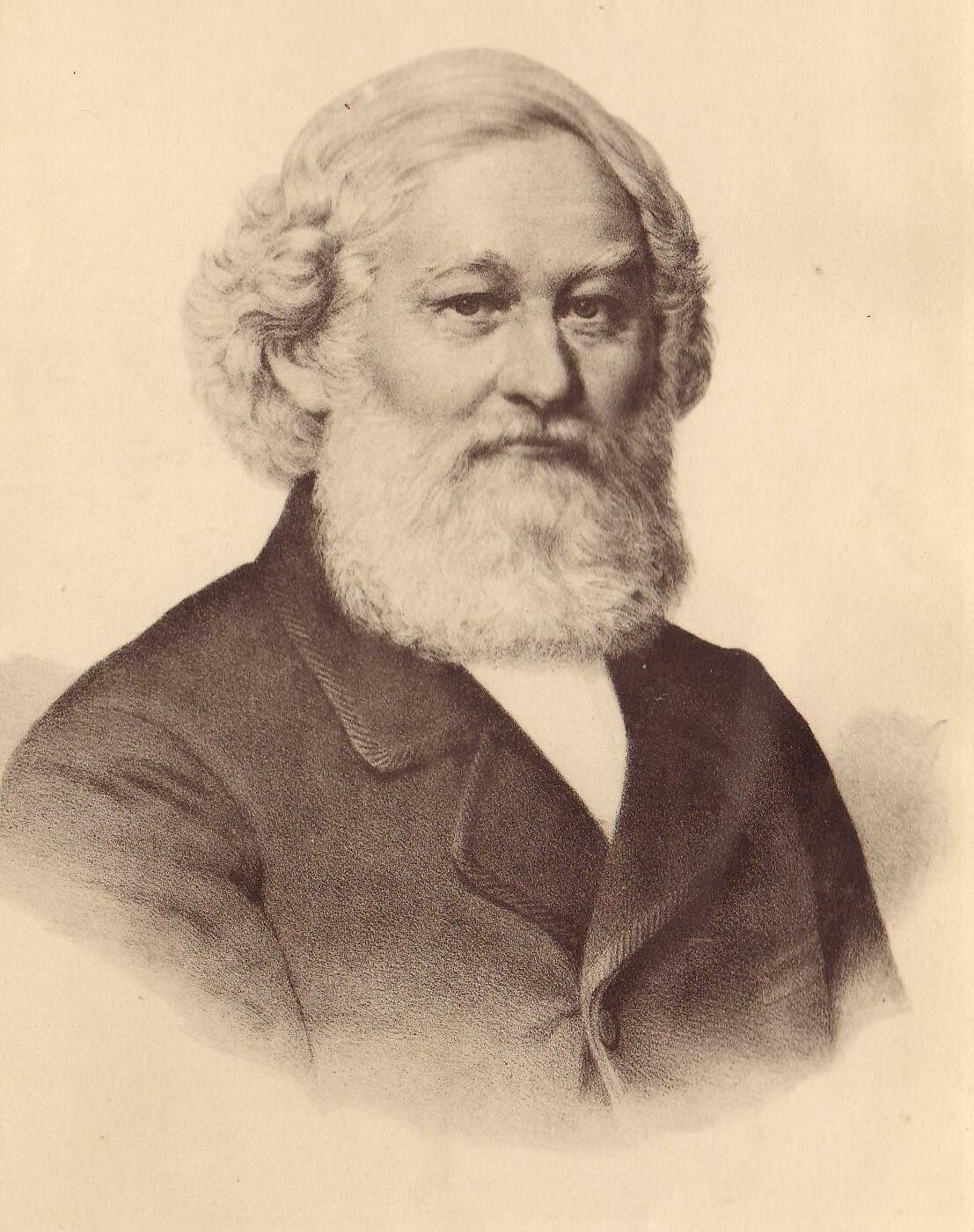
Johann Tobias Beck, Lithographie von Friedrich Wilhelm Graupenstein, 1879

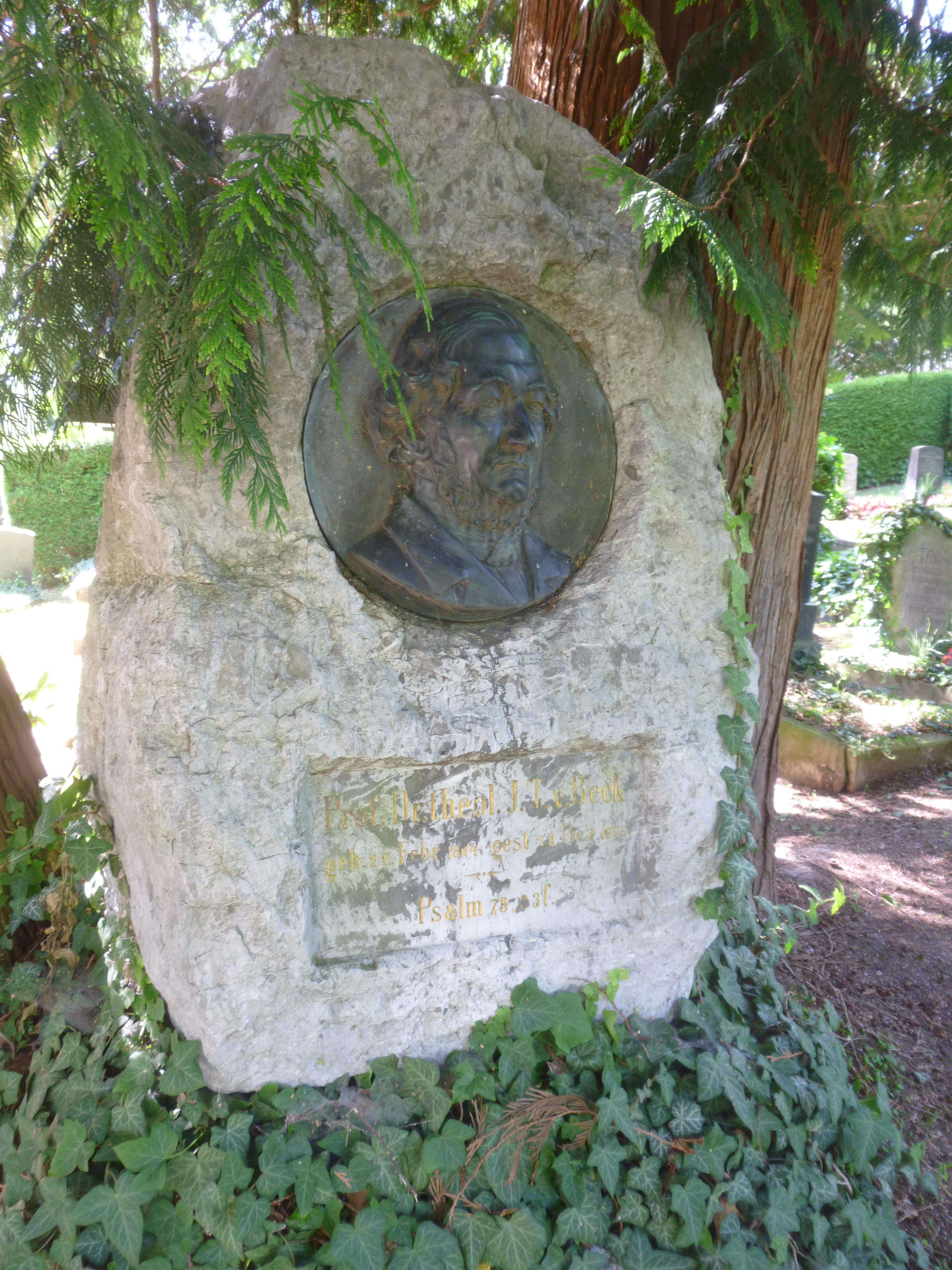
Grab auf dem Stadtfriedhof Tübingen

Johann Tobias Beck (* 22. Februar 1804 in Balingen, Württemberg; † 28. Dezember 1878 in Tübingen) war ein deutscher evangelischer Theologe, Prediger und Schriftsteller.

## Leben
Johann Tobias Beck war der Sohn des Seifensieders und Stadtrats in der württembergischen Oberamtsstadt Balingen, Tobias Beck (1778–1849), und dessen Ehefrau Anna, geborene Roller (1776–1836). Er wurde bürgerlich erzogen und war geprägt von der frommen Mutter, dem Großvater, einem gläubigen Bäckermeister, und seinen Lehrern, dem Balinger Provisor Huzel und dem Helfer Gottlieb Osiander. Man kann einen starken Einfluss des erweckten Pietismus erkennen. Seine Ausbildung erfolgte ab 1818 im niederen Seminar in Urach, an dem auch Christian Friedrich Dettinger und der Dichter Eduard Mörike ausgebildet wurden. Hier erlernte Beck die alten Sprachen. Beck nennt diese Zeit seine glücklichsten und gesegnetsten Jahre. Von 1822 bis 1826 studierte er in Tübingen Theologie. Er war geprägt vom Radikalen Pietismus und Johann Albrecht Bengel. Johann Tobias Beck wurde zuerst 1827 Pfarrer in Waldtann (heute Kreßberg), im Bezirk Crailsheim. Hier heiratete er Luise geb. Fischer, mit der er acht Kinder hatte. Von 1829 bis 1836 war er Stadtpfarrer in Mergentheim.
In dieser Zeit begann seine rege literarische Tätigkeit auf theologischem Gebiet. Bekannt ist seine Privat-Fehde mit Herzog Paul von Württemberg, auf dessen lockeren Lebensstil er auch in der Predigt indirekt, aber ungeniert, hinwies. Herzog Paul hörte Beck trotzdem gerne, tat dies nach der Auseinandersetzung aber nicht mehr öffentlich, sondern meistens heimlich. Beck war bekannt für seine vollmächtigen Predigten, die nicht dem Stil der damaligen theologischen Welt entsprachen. Bekannt sind vor allem seine Predigtbände „Christliche Reden“. 1836 wurde er nach Basel berufen. Durch den pietistischen „Verein zur Beförderung christlich-theologischer Wissenschaft“ wurde Beck außerordentlicher Professor in Basel. Hier schloss er Freundschaften mit Nikolaus Bernoulli, dem Ratsherrn Adolf Christ und Christian Heinrich Zeller in Beuggen. Im Jahr 1838 verstarb seine Ehefrau und er verheiratete sich 1839 mit Mathilde Märklin, mit der er zwei Kinder hatte. 1843 wurde er ordentlicher Professor für Systematische Theologie an der Universität Tübingen.
Im Gegensatz zur kritisch-spekulativen Schule Ferdinand Christian Baurs begründete er dort eine biblisch-fundierte Richtung. Beck prägte auch entscheidend die Evangelische Predigerschule in Basel. Deren Leiter, Wilhelm Arnold-Rappard (1838–1918), ein Schwager von Carl Heinrich Rappard, war ein vertrauter Schüler Becks. Hier wurde auch Franz Eugen Schlachter ausgebildet und erhielt so indirekt eine Becksche Prägung.
1848 war er Mitglied des Vorparlaments. Beck war zeitlebens kränklich. Am 28. Dezember 1878 verstarb er nach kurzer Krankheit.

## Geistlicher Einfluss
Beck hat zu seiner Zeit vor allem die bibelorientierte Theologie geprägt, aber auch großen Einfluss auf die Evangelische Predigerschule in Basel ausgeübt, deren Leiter Wilhelm Arnold-Rappard ein Schüler von Beck war. Durch diese Schule wurde auch der Bibelübersetzer und Schriftsteller Franz Eugen Schlachter maßgeblich geprägt. Einfluss auf die Heiligungsbewegung ist ebenfalls ersichtlich. Erstaunlicherweise wurde auch die evangelische Theologie in Finnland von Beck stark beeinflusst. Einer seiner bekanntesten Schüler ist der schwäbische Theologie-Professor Karl August Auberlen; bekannt ist auch Friedrich Martin Jehle. Nach seinem Tod geriet er zeitweise in Vergessenheit. Zwischenzeitlich sind aber etliche Werke von ihm neu aufgelegt worden, z. B. eine Auslegung der Petrusbriefe. In Gedenken an ihn verleihen seit 1987 der Arbeitskreis für evangelikale Theologie (AfeT) und die Theologische Verlagsgemeinschaft (TVG) der Verlage R. Brockhaus (Wuppertal/Zürich) und Brunnen (Gießen/Basel) jährlich den Johann-Tobias-Beck-Preis.
Von 1982 bis 2020 existierte in seiner Geburtsstadt das Johann-Tobias-Beck-Haus, im Volksmund auch Tobihaus genannt, der evangelischen Landeskirche Württemberg.

## Schriften (Auswahl)
- Einleitung in das System der christlichen Lehre. Stuttgart 1838; 2. Aufl. Stuttgart 1870.
- Die christliche Lehrwissenschaft nach den biblischen Urkunden. 1841.
- Umriss der biblischen Seelenlehre. 1843; 3. Aufl. 1871.
- Christliche Reden zur Erbauung auf alle Sonn- und Festtage des ganzen Jahres. Sechs Sammlungen, 1834–1870.
- Leitfaden der christlichen Glaubenslehre für Kirche, Schule und Haus. Steinkopf, Stuttgart 1862 (Digitalisat); 2. Aufl. 1869.
- Die christliche Liebeslehre. Fortsetzung des 'Leitfaden der christlichen Glaubenslehre. Steinkopf, Stuttgart 1872/1874.
- Erklärung der zwei Briefe Pauli an Briefe an Timotheus. Gütersloh 1879.
- Pastorallehren nach Matthäus und der Apostelgeschichte. Gütersloh 1880.
- Vorlesungen über christliche Ethik. 3 Bde. Gütersloh 1882–1883.
- Erklärung der Offenbarung Johannes 1-12. Gütersloh 1883.
- Erklärung des Briefs an die Römer. Gütersloh 1884.
- Erklärung der Briefe Petri. Gütersloh 1896. Nachdr. mit einem Geleitwort von Gerhard Maier, Brunnen, Gießen 1995 ISBN 3-7655-9226-9.
- Erklärung der Propheten Micha und Joel. Gütersloh 1898.
- Wahres Christenleben. Gotthelf, Zürich 1943; 2. Aufl. 1948.